# Alexandr Nikolajevič Skrjabin
Alexandr Nikolajevič Skrjabin (rusky Алекса́ндр Никола́евич Скря́бин; 25. prosince 1871jul./ 6. ledna 1872greg. Moskva – 14. dubnajul./ 27. dubna 1915greg. tamtéž) byl ruský klavírista a hudební skladatel, který se stal zakladatelem ruské moderní hudby. Původně se chtěl věnovat vojenské kariéře, nakonec ale vstoupil na moskevskou konzervatoř, kde studoval skladbu u Tanějeva a Arenského a klavír u Safonova. Prosadil se nejen jako skladatel, ale i jako brilantní pianista, často vystupující i v západní Evropě. Pozornost vzbuzovala i jeho filosofie vycházející z krajně individualistických a okultních pozic.

## Život
Skrjabin se narodil 6. ledna 1872 (podle juliánského kalendáře 25. prosince 1871) v moskevské aristokratické rodině. Jeho otec i všichni strýcové byli vojenskými důstojníky. Matka byla klavíristkou, žačkou Teodora Leszetyckého. Zemřela na tuberkulózu, když byl Alexandrovi pouhý jeden rok.
Po matčině smrti odešel Sašův otec v diplomatických službách do Turecka a syna zanechal v péči babičky, tety a pratety. Sám se později znovu oženil a měl řadu dalších dětí. Hudba provázela Skrjabina od dětství. Neúspěšně se pokusil vytvořit dětský orchestr a ve svém loutkovém divadle uváděl vlastní hry a opery. Na klavír byl žákem Nikolaje Zvereva, který byl také učitelem Sergeje Rachmaninova.
V roce 1882 se stal studentem 2. moskevského sboru kadetů. Vynikal v teoretických předmětech. Vojenského drilu byl pro slabou tělesnou konstrukci ušetřen, takže získal více času na hudební vzdělávání. Kromě klavíru studoval hudební teorii u Sergeje Tanějeva. Po dokončení kadetky vstoupil na Moskevskou konzervatoř a stal se žákem Vasilije Iljiče Safonova (klavír) a Antona Arenského (skladba). Spolupráce s Arenským nepřinesla očekávané výsledky a v roce 1891 byl ze třídy kompozice vyloučen. Klavírní studia však dokončil v roce 1892 s vynikajícím prospěchem. Získal malou zlatou medaili (velkou zlatou medaili získal v témže ročníku Sergej Rachmaninov).
Po dokončení konzervatoře se Skrjabin hodlal stát koncertním klavíristou. V roce 1894 si přehrál pravou ruku a nějakou dobu nemohl vystupovat. V srpnu 1897 se oženil s Věrou Ivanovnou Isakovičovou, mladou klavíristkou pocházející z moskevské šlechty. Když se mu obnovila schopnost ruky, odjel s manželkou do zahraničí a na koncertech uváděli převážně Skrjabinovy vlastní skladby. Do Ruska se vrátili v roce 1898 a v červenci téhož roku se jim narodila první dcera Jelena. Později měli ještě dceru Marii (1901) a syna Lva (1902)
V září roku 1898 byl jmenován profesorem Moskevské konzervatoře a v roce 1903 přednášel také na ženském Moskevském institutu sv. Kateřiny. V následujícím roce se však všech pedagogických povinností zřekl, neboť byl zcela zaneprázdněn vlastní tvůrčí činností
Koncem roku 1902 se Skrjabin seznámil s klavíristkou Taťánou Fjodorovnou Šljocerovou. Odešel od své rodiny a požádal o rozvod. Jeho žena nikdy k rozvodu nedala souhlas. Skrjabin však v dalších letech žil s Taťánou, měl s ní 3 děti a po smrti skladatele se Taťána stala správkyní jeho pozůstalosti.
Do roku 1910 trávil Skrjabin většinu času v zahraničí. Žil v Paříži a v Bruselu a vystupoval jako klavírista a dirigent. I po návratu do Moskvy pokračoval v koncertní činnosti. Poslední koncerty uskutečnil v roce 1915.
Zemřel 27. dubna 1915 na sepsi způsobenou špatně léčeným furunkulem v nasolabiálním trojúhelníku. Je pohřben na Novoděvičím hřbitově v Moskvě. V domě, který před smrtí se svou druhou rodinou obýval, bylo zřízeno Státní muzeum A. N. Skrjabina.

## Skladatelský styl

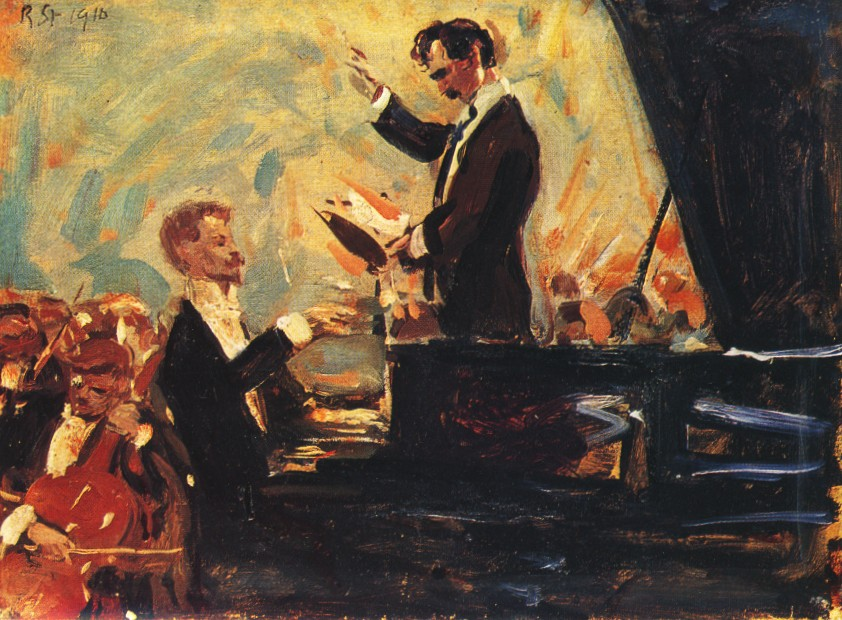
Skrjabin a Kussewizki na obraze Roberta Sterla.

Skrjabin nehledal hudební všestrannost. Komponoval téměř výhradně pro klavír a pro orchestr. Jeho nejstarší klavírní skladby připomínají Frédérica Chopina i co do žánrů, které Chopin používal (etudy, nocturna, preludia a mazurky). V průběhu let se jeho hudba rychle rozvíjela a čím dál více používal neobvyklé harmonie a textury.
Vývoj Skrjabinova stylu lze nejlépe sledovat na jeho deseti klavírních sonátách. Rané sonáty jsou poměrně konvenčního pozdně romantického stylu a nezapřou vliv Chopina a Franze Liszta. Pozdější jsou však velmi odlišné. Posledních pět sonát je napsáno bez jakéhokoliv označení tóniny. Mnoho pasáží v nich je zcela atonálních. Tonální jednota byla téměř nepostřehnutelně nahrazena jednotou harmonickou. Některé z jeho sonát nesou názvy vztahující se ke Skrjabinově specifické filosofii a mystice (7. "Bílá mše").
Ve svých orchestrálních skladbách Skrjabin víceméně pokračoval ve wagnerovském typu instrumentace a formální výstavby kompozic. V posledních třech symfoniích – Poémách – však pracoval s tématy jako emblémy entit přebíraných z okultismu, teozofie či satanismu. V poslední dokončené 5.symfonii „Prométheus“ op. 60 se pokoušel o syntézu hudby a světelných efektů (tzv. "světelný klavír"). V nedokončené skladbě Mystérium mělo dojít ke konečné syntéze všech druhů vjemů – dokonce i vůně (synestezie). Skladatel počítal, že dílo bude provedeno za účasti mnoha tisíců účinkujících – jako zástupců všeho lidstva. V roce 1914 zakoupil Skrjabin pozemek v indickém Darjeelingu, kde chtěl v přírodním amfiteátru realizovat své Mystérium. Dílo zůstalo pouze textovým torzem a bylo realizováno až po Skrjabinově smrti sovětským skladatelem Alexandrem Němtinem.

## Význam skladatele
Skrjabin neměl žádné přímé žáky, zůstal osamocenou osobností ruské hudby, přesto se stal zcela typickým představitelem mentality ruské inteligence z doby těsně před nástupem bolševické Říjnové revoluce. Mezi jeho následovníky se hlásí řada vynikajících experimentálních autorů, kteří pro výlučnost svého díla často patřili mezi ruskou emigraci (Ivan Alexandrovič Višněgradskij, Nikolaj Andrejevič Roslavec). Ohlas Skrjabinova kompozičního stylu lze nalézt ve skladbách Mikalojuse Konstantinase Čiurlionise či Karola Szymanowského.

## Dílo

### Skladby podle opusových čísel
- op. 1 – Waltz in F minor (1886)
- op. 2 – 3 Pieces (1. Etude in C♯ minor; 2. Prelude in B major, 3. Impromptu à la Mazur in C major, 1889)
- op. 3 – 10 Mazurkas (1889)
- op. 4 – Allegro Appasionato in E♭ minor (1892)
- op. 5 – 2 Nocturnes (1890)
- op. 6 – Klavírní sonáta č. 1 in F minor (1892)
- op. 7 – 2 Impromptus à la Mazur (1892)
- op. 8 – 12 Etudes (1894)
- op. 9 – Prelude and Nocturne for the Left Hand (1894)
- op. 10 – 2 Impromptus (1894)
- op. 11 – 24 Preludes (1896)
- op. 12 – 2 Impromptus (1895)
- op. 13 – 6 Preludes (1895)
- op. 14 – 2 Impromptus (1895)
- op. 15 – 5 Preludes (1896)
- op. 16 – 5 Preludes (1895)
- op. 17 – 7 Preludes (1896)
- op. 18 – Allegro de concert in B♭ minor (1896)
- op. 19 – Klavírní sonáta č. 2 in G♯ minor (Sonata-Fantasy) (1897)
- op. 20 – Piano Concerto in F♯ minor (1896)
- op. 21 – Polonaise in B♭ minor (1897)
- op. 22 – 4 Preludes (1897)
- op. 23 – Klavírní sonáta č. 3 in F♯ minor (1898)
- op. 24 – Reverie pro orchestr (1898)
- op. 25 – 9 Mazurkas (1899)
- op. 26 – Symfonie č. 1 in E major (1900)
- op. 27 – 2 Preludes (1901)
- op. 28 – Fantasy in B minor for Piano (1900)
- op. 29 – Symfonie č. 2 in C Minor (1902)
- op. 30 – Klavírní sonáta č. 4 in F♯ major (1903)
- op. 31 – 4 Preludes (1903)
- op. 32 – 2 Poemes (1903)
- op. 33 – 4 Preludes (1903)
- op. 34 – Poeme Tragique (1903)
- op. 35 – 3 Preludes (1903)
- op. 36 – Poeme Satanique (1903)
- op. 37 – 4 Preludes (1903)
- op. 38 – Waltz in A♭ major (1903)
- op. 39 – 4 Preludes (1903)
- op. 40 – 2 Mazurkas (1903)
- op. 41 – Poeme (1903)
- op. 42 – 8 Etudes (1903)
- op. 43 – Symfonie č. 3, Le Divin Poeme (1903)
- op. 44 – 2 Poemes (1904)
- op. 45 – 3 Pieces (1. Album Leaf in E♭ major; 2. Poème fantasque in C major; 3. Prelude in E♭ major, 1904)
- op. 46 – Scherzo (1905)
- op. 47 – Quasi Waltz in F major (1905)
- op. 48 – 4 Preludes (1905)
- op. 49 – 3 Pieces (1. Etude in E♭ major; 2. Prelude in F major; 3. Rêverie in C major, 1905)
- op. 50 – nepoužito
- op. 51 – 4 Pieces (1. Fragilité; 2. Prelude; 3. Poème Aile; 4. Danse Languide, 1906)
- op. 52 – 3 Pieces (1. Poem in C major; 2. Enigma; 3. Poème languide in B major, 1907)
- op. 53 – Klavírní sonáta č. 5 in F♯ major (1907)
- op. 54 – Symfonie č. 4, Le Poeme de l'extase (The Poem of Ecstasy) (1907)
- op. 55 – nepoužito
- op. 56 – 4 Pieces (1. Prelude in E major; 2. Ironies in C major; 3. Nuances; 4. Etude, 1908)
- op. 57 – 2 Pieces (1. Désir; 2. Caresse dansée, 1908)
- op. 58 – Album Leaf (1910)
- op. 59 – 2 Pieces (1. Poème; 2. Prelude, 1910)
- op. 60 – Symfonie č. 5, Prometheus, Le Poeme de feu (1908-1910)
- op. 61 – Poème-Nocturne (1911-12)
- op. 62 – Klavírní sonáta č. 6 (1911-12)
- op. 63 – 2 Poèmes (1. Masque; 2. Etrangete, 1911-12)
- op. 64 – Klavírní sonáta č. 7, White Mass (1911-12)
- op. 65 – 3 Etudes (1911-12)
- op. 66 – Klavírní sonáta č. 8 (1912-13)
- op. 67 – 2 Preludes (1912-13)
- op. 68 – Klavírní sonáta č. 9, Black Mass (1912-13)
- op. 69 – 2 Poèmes (1913)
- op. 70 – Klavírní sonáta č. 10 (1913)
- op. 71 – 2 Poèmes (1914)
- op. 72 – Vers la flamme (1914)
- op. 73 – 2 Danses (1. Guirlandes; 2. Flammes sombres, 1914)
- op. 74 – 5 Preludes (1914)

### Skladby bez opusových čísel
Klavírní skladby, pokud není uvedeno jinak.
- Canon d-moll (1883)
- Romance pro housle a klavír Fis-dur (1894)
- Nocturne As-dur (1884-86)
- Scherzo Es dur (1886)
- Scherzo As.dur (1886)
- Sonata-fantaisie gis-moll (1886)
- Valse gis-moll (1886)
- Valse	Des-dur (1886)
- Variations sur un thème de M-lle Egoroff f-moll (1887)
- Duet	d-moll pro dvoje housle a klavír (1886)
- Fuga f-moll (1888)
- Mazurka h-moll (1884)
- Mazurka h-moll (1889)
- Mazurka F-dur (1889)
- Feuillet d'album de Monighetti As-dur (1889)
- Fantasie pro dva klavíry a-moll (1889)
- Sonáta es-moll (1887-89)
- Presto es-moll (1888-89)
- Fuga e-moll (1892)
- Romance pro lesní roh a klavír a-moll (1890)
- Etude dis-moll (1894)
- Variace na ruské téma pro smyčcový kvartet G-dur (1899)
- Poème symphonique d-moll (orchestr) (1896)
- Poème symphonique d-moll pro dva klavíry (1896)
- Feuille d'album Fis-dur (1905)
- Etude Des-dur (1887)
- Etude Fis-dur (1887
- Sonáta cis-moll (1887)
- Valse-Impromptu Es-dur (1887)
- Ballade b-moll (1887)
- Klavírní skladba b-moll (1887)
- Scherzo pro smyčce F-dur (1888)
- Andante rpo smyčce A-dur (1899)
- Fantasie a-moll (1887-88)
- Fantasie pro klavír a orchestr a-moll (1889)
- Keistut a Biruta (nedokončená opera, 1891)
- Mazurka C-dur (1886)
- Mysterium (orchestr, 1903-15)
- Symfonické Allegro (1898)